# Führer

Sztandar Führera III Rzeszy

Führer (z niem. wódz) – tytuł używany przez Adolfa Hitlera, przywódcę nazistowskich Niemiec po przejęciu pełni władzy w kraju po śmierci prezydenta Rzeszy Paula von Hindenburga 2 sierpnia 1934. Sam Hitler nie przyznawał się do autorstwa tytułu, wyrażając się o nim: Tytuł Führer jest najpiękniejszy, bo wyrasta z ducha języka.

## Historia
Symbolizował on całkowitą władzę nad państwem i jego obywatelami (pełny tytuł to Der Führer und Reichskanzler – „wódz i kanclerz Rzeszy”). Tytuł Führera był wcześniej używany wewnątrz NSDAP na określenie zwierzchniej władzy jej przywódcy (miało to miejsce w latach 1921-1922). Hitler jako Führer posiadał całkowite zwierzchnictwo nad siłami zbrojnymi III Rzeszy, równocześnie stał na czele partii NSDAP oraz był głową państwa i szefem rządu. Na mocy ustawy Reichstagu z 26 kwietnia 1942 stał się również najwyższym zwierzchnikiem sądowym, mającym prawo karania wszystkich Niemców, nie będąc przy tym związany żadnymi ograniczeniami wynikającymi z przepisów prawa.
2 sierpnia 1934 niemieckie siły zbrojne (Reichswehra) złożyły uroczystą przysięgę na wierność Adolfowi Hitlerowi jako swojemu najwyższemu zwierzchnikowi. Przysięga ta była zmianą w stosunku do poprzednich przysiąg, które przysięgały wierność państwu, a nie jakiejkolwiek wymienionej z imienia i nazwiska osobie, i były składane wyłącznie przez nowo wcielonych żołnierzy. 6 sierpnia 1934 Hitler rozkazał rozporządzeniem ministerstwa Reichswehry, aby wszyscy niemieccy żołnierze zwracali się do niego w formie Mein Führer, w miejsce stosowanej dotąd względem oficerów wersji trzecioosobowej (której zakazano formalnie 15.12.1936, 5.11.1937 i 23.03.1939).
30 kwietnia 1945, gdy II wojna światowa w Europie zbliżała się ku końcowi, a niemal cały obszar Niemiec był już zajęty przez wojska alianckie, Hitler popełnił samobójstwo. Jego następcą na stanowisku głowy państwa został Karl Dönitz, ale nie nosił on tytułu Führera. Po śmierci Hitlera objął on przywrócony po 11 latach urząd prezydenta Rzeszy, ponieważ Hitler zastrzegł w testamencie, że w historii Niemiec może być tylko jeden Führer, tj. on sam. Jednocześnie Hitler na swojego następcę na oddzielonym urzędzie kanclerza Rzeszy wyznaczył dotychczasowego ministra propagandy Josepha Goebbelsa; ten jednak, zdając sobie sprawę z nieuchronnej klęski III Rzeszy, postanowił podążyć w ślad za Führerem i po kilkudziesięciu godzinach również popełnił samobójstwo. Dönitz pozostał prezydentem do 23 maja 1945, kiedy to utworzony przez niego rząd został aresztowany przez żołnierzy brytyjskich, a następnie 5 czerwca oficjalnie rozwiązany przez Sojuszniczą Radę Kontroli Niemiec.

### Tytuły honorowe Adolfa Hitlera jako Führera III Rzeszy
- Najwyższy Sędzia Narodu Niemieckiego (Oberster Richter des Deutschen Volkes) – tytuł otrzymany po „nocy długich noży”, 30 czerwca 1934[7].
- Pierwszy Żołnierz Rzeszy Niemieckiej (Erster Soldat des Deutschen Reiches) – tytuł ten Hitler otrzymał po rozpoczęciu II wojny światowej, 1 września 1939[8].
- Pierwszy Robotnik Nowych Niemiec (Erster Arbeiter des neuen Deutschlands)[9].
- Największy Dowódca Wojskowy Wszech Czasów (Größter Feldherr aller Zeiten) – tytuł ten przyznał Hitlerowi feldmarszałek Wilhelm Keitel po zwycięskiej kampanii zachodniej we Francji i krajach Beneluksu.